# تاريخ دجاج كنتاكي
تم إنشاء دجاج كنتاكي بواسطة الكولونيل ساندرز، وهو رائد أعمال بدأ يبيع الدجاج المقلي من مطعمه الذي أنشأه على جانب الطريق في كوربن بمقاطعة كنتاكي خلال فترة الكساد الكبير. حدد ساندرز إمكانية منح حق امتياز المطاعم (Franchise)، بذلك تم افتتاح أول فرع كنتاكي بهذا النظام في 1952 في سولت ليك، يوتا. جعل دجاج كنتاكي الدجاج المقلي أكثر شعبية في مطاعم الوجبات السريعة، مما جعل السوق أكثر تنوعًا من خلال تحدي سيطرة الهامبرغر. بتسويق نفسه باسم "كولونل ساندرز"، أصبح المؤسس وجهًا بارزًا في تاريخ الثقافة الأمريكية ولا تزال صورته تستخدم بشكل واسع في إعلانات المطعم. وقد توسعت الشركة بصورة هائلة مما جعل من الصعب على ساندرز إدارتها، لذلك قام ببيعها عام 1964 لمجموعة من المستثمرين على رأسهم جون ي. براون جونيور (John Y. Brown, Jr) و جاك س. ماسي (Jack C. Massey).
كانت كي إف سي (KFC) إحدى أوائل سلاسل الوجبات السريعة التي توسعت دوليًا، وافتتحت منافذ بيع في بريطانيا والمكسيك وجامايكا بحلول منتصف الستينيات. خلال السبعينيات والثمانينيات من القرن الماضي، شهدت كنتاكي فرايد تشيكن نجاحًا متفاوتًا على الصعيد المحلي، إذ مرت بسلسلة من التغييرات في ملكية الشركة مع خبرة قليلة أو معدومة في أعمال المطاعم. في أوائل السبعينيات، بيعت كنتاكي فرايد تشيكن لموزع المشروبات الروحية هيوب لاين (Heublein)، التي استحوذت عليها شركة آر جي رينولدز (R.J.Renolds) للأغذية والتبغ، التي باعت السلسلة لاحقًا إلى شركة بيبسي (PepsiCo). استمرت السلسلة في التوسع في الخارج، وفي عام 1987، أصبحت كي إف سي أول سلسلة مطاعم غربية تفتح في الصين.
في عام 1997، انفصلت شركة بيبسي عن قسم مطاعمها باسم مطاعم ترايكون غلوبال (Tricon Global)، التي غيرت اسمها إلى مجموعة يم! (Yum!) التجارية في عام 2002. أثبتت الشركة أنها تملك تركيزًا أكثر من شركة بيبسي، وعلى الرغم من انخفاض عدد منافذ كي إف سي في الولايات المتحدة، فإن الشركة استمرت في النمو في آسيا وأمريكا الجنوبية وأفريقيا. توسعت السلسلة إلى 18،875 منفذًا عبر 118 دولة وإقليمًا، مع 4563 منفذًا في الصين وحدها، أكبر سوق لكنتاكي فرايد تشيكن.

## أصل دجاج كنتاكي المقلي (كي إف سي)
وُلد هارلاند ساندرز عام 1890، وترعرع في مزرعة خارج هنريفيل بولاية إنديانا. توفي والده في عام 1895، وعملت والدته في مصنع تعليب لتدبير المعيشة. ونظرًا إلى كونه الابن الأكبر في العائلة، أصبح ساندرز مسؤولًا عن رعاية شقيقيه في الخامسة من عمره. عندما بلغ السابعة علمته والدته الطبخ، وبعد مغادرته منزل العائلة في سن الثلاثة عشر عامًا، عمل ساندرز في العديد من المهن، ومنها عامل في السكك الحديدية، وبائع تأمين، وحقق نجاحًا متباينًا. في عام 1930، تولى إدارة محطة تعبئة وقود تابعة لشركة شل على طريق الولايات المتحدة رقم 25 خارج شمال كوربين، وهي مدينة صغيرة على حافة جبال الأبلاش. بحلول يونيو، حوَّل مخزنًا إلى منطقة صغيرة لتناول الطعام باستخدام مائدة الطعام الخاصة به، وكان يقدم وجبات، مثل: شرائح اللحم، ولحم الخنزير الريفي للمسافرين.
في عام 1934، تولى ساندرز عقد إيجار محطة تعبئة بيور أويل (Pure Oil) على الجانب الآخر من الطريق، نظرًا إلى سهولة رؤيتها بالنسبة لسائقي السيارات، ثم بدأ ببيع الدجاج المقلي. ولتحسين مهاراته، أخذ ساندرز دورة تدريبية في إدارة المطاعم مدة ثمانية أسابيع في كلية إدارة الفنادق بجامعة كورنيل. وبحلول عام 1936، أثبت عمله نجاحًا كافيًا لمنحه اللقب الفخري لعقيد كنتاكي من قبل الحاكم روبي لافون. في عام 1937، وسع ساندرز مطعمه إلى 140 مقعدًا، وفي عام 1940 اشترى فندقًا في الجهة المقابلة من الشارع، وهو ساندرز كورت اند كافي (Sanders Court & Café).
كان ساندرز غير راضٍ عن الـ 35 دقيقة التي يستغرقها تحضير الدجاج في مقلاة حديدية، ولكنه لم يرغب في التحمير. على الرغم من أنها عملية أسرع بكثير، فإنها في رأي ساندرز أنتجت دجاجًا جافًا ومقرمشًا لم يُطه بنحو متساوٍ. من ناحية أخرى، إذا أعدّ الدجاج مسبقًا قبل الطلب، فقد يكون هناك أحيانًا إهدار في نهاية اليوم. في عام 1939، طُرح أول قدر ضغط تجاري في السوق، وهو مصمم في الغالب لطهي الخضار بالبخار. اشترى ساندرز واحدًا وعدّله إلى مقلاة ضغط، ثم استخدمه لتحضير الدجاج. قللت الطريقة الجديدة من وقت الإنتاج، إذ يمكن مقارنتها بطريقة التحمير، وأيضًا، حسب رأي ساندرز، حافظت على جودة الدجاج المقلي. في يوليو 1940، أنهى ساندرز ما أصبح يُعرف بالوصفة الأصلية المكونة من 11 نوعًا من الأعشاب والتوابل. على الرغم من أنه لم يكشف علنًا عن الوصفة أبدًا، فقد اعترف باستخدام الملح والفلفل، وادعى أن المكونات «متوفرة لدى الجميع».
بعد أن أعاد الحاكم لورانس ويذربي تكليفه بصفته كولونيلًا في ولاية كنتاكي، بدأ ساندرز بتقمص الدور، إذ رَبَّى لحية صغيرة وارْتَدَى معطفًا طويلًا أسود اللون (تحوّل لاحقًا إلى بدلة بيضاء)، وربطة عنق، وأشارَ إلى نفسه باسم «العقيد». وافق زملاؤه على تغيير اللقب، «مزاحًا في البداية ثم بنحو جدي»، وفقًا لكاتب السيرة الذاتية جوش أوزيرسكي.